# Verband Deutscher Straßenwärter
Die VDStra. Fachgewerkschaft der Straßen- und Verkehrsbeschäftigten ist eine Gewerkschaft mit Sitz in Köln. Seit 2007 bezeichnet sie sich als „Fachgewerkschaft der Straßen- und Verkehrsbeschäftigten – Verband Deutscher Straßenwärter, Betriebsdienst, Technik und Verwaltung im öffentlichen und privaten Straßenwesen“.
Der VDStra. wurde 1895 vom Straßenwärter Jakob Leonhard in Ellern (Hunsrück) gegründet. Im Oktober 1933 wurde der Verband durch die NSDAP aufgelöst und als Fachgruppe in die Deutsche Arbeitsfront eingegliedert. Nach Ende des Zweiten Weltkrieges wird der Verband im Dezember 1951 wiedergegründet.
Die Gewerkschaft vertritt das Personal des Straßen- und Verkehrswesens der öffentlichen Verwaltung und der privaten Wirtschaft. Der VDStra. war Gründungsmitglied der DBB Tarifunion 1969 und ist seit 2003 Mitgliedsgewerkschaft des DBB Beamtenbund und Tarifunion.